# جون براكنريدغ
جون براكنريدغ (بالإنجليزية: John Brackenridge)‏ هو لاعب كرة قاعدة أمريكي، ولد في 24 ديسمبر 1880 في هاريسبرج في الولايات المتحدة، وتوفي بنفس المكان في 20 مارس 1953.